# Российско-швейцарские отношения
Российско-швейцарские отношения — дипломатические отношения между Швейцарской Конфедерацией и Российской Федерацией.

## История

### До 1917
Дипломатические отношения между Швейцарией и Россией были установлены 22 февраля (6 марта) 1814 года, в день вручения российским дипломатом И. Каподистрией верительных грамот. До 1906 года, когда в Санкт-Петербурге было открыто первое посольство, Швейцария имела в Российской Империи только консульства. 

### С 1917 до 1991
После революции 1917 года отношения прерваны не были, хотя Советская Россия не была признана швейцарской стороной. С 1933 года по 1939 годы СССР был членом Лиги Наций. В период с 1923 по 1946 год отношения прерывались из-за убийства советского полномочного представителя Воровского В. В. и оправдания судом присяжных его убийцы.

### После 1991

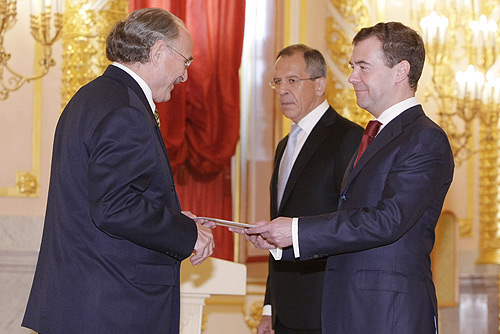
Президент России Дмитрий Медведев и посол Швейцарской Конфедерации Вальтер Бруно Гигер на церемонии вручения верительных грамот, 29 мая 2009 года

23 декабря 1991 года Россия была признана Швейцарией в качестве правопреемника Советского Союза.
Между Россией и Швейцарией развиваются политические контакты, в том числе между парламентами, поддерживаются связи между министрами иностранных дел, на высшем уровне. Осуществляются контакты между министерствами обороны, правоохранительными органами. С 1993 года, когда была подписана Декларация о намерениях по сотрудничеству, развивается договорно-правовая база, которая служит основой двусторонних отношений.
Активное взаимодействие между Швейцарией и Россией осуществляется в торгово-экономической сфере. Развитию деловых контактов между предпринимателями двух стран способствует Деловой совет по сотрудничеству, созданный в июле 2009 года при поддержке Торгово-промышленной палаты. В 2013 году объём товарооборота между странами составил 11,8 миллиарда долларов США, при этому половина российского экспорта в Швейцарию пришлась на минеральные продукты (50,5%), 38,7% — на драгоценные камни и металлы, 6,3% — на продукцию химической промышленности, 2,5% — на металлы и изделия из них. Швейцарский экспорт в Россию имел в 2013 году следующую структуру: машины и оборудование — 42,1%, продукция химической промышленности — 33%, продовольственные товары и сельхозсырье — 9,6%, часы и иные товары — 9,0%, металлы и изделия из них — 3,7%.
Между Россией и Швейцарией развиваются культурные связи. В 2014 году в честь двухсотлетия установления отношений между странами прошли Сезоны культуры России в Швейцарии и Швейцарии в России. С 2008 года в Женеве ежегодно проводится Международный фестиваль российской культуры и науки.
В 2014 году Швейцария приняла к сведению санкции в связи с украинскими событиями 2014 года, введённые Европейским союзом и США в отношении российских чиновников и РФ.
11 августа 2022 года официальный представитель МИД Иван Нечаев заявил, что в нынешней ситуации привлечение Швейцарии в качестве посредника между Россией и Украиной невозможно. По его словам, Швейцария утратила статус нейтрального государства и не может выступать ни посредником, ни представителем, поскольку Берн присоединился к санкциям Запада против России.